# 文章得業生
文章得業生（もんじょうとくごうしょう）は、古代日本の学制で、文章生の中から選ばれた特待生身分のことであり、成績優秀な者2名が選ばれ、官人登用試験の最高段階の秀才試・進士試験の受験候補者としたものである。

## 概要
天平2年（730年）3月の太政官の奏上により、大学に在籍する学生の中から、設置されたものである。定員は2名で、文章生あるいは給料学生の中から選抜され、省試の及第者の1人を当てることもあった。文章得業生となって7年、5年、あるいは3年目で秀才試（方略試・対策）に応じることになっていた。これに及第することで、もっともはやい除目で京官に任じられることになっており、大学の教官やそのほかの專門の官職につくにはこの経路を辿ることが多く、世襲の教官よりも広い採用枠であったが、それでも限定されたものであった。平安時代中期までは、対策を受けないまま地方官などになる場合もあった。
弘仁11年（820年）には、文章生は良家の子弟を採用することになり、文章得業生2名のかわりに、俊士5人、秀才生2人を置くこととされたが、天長4年（827年）には元の制度が復活している。これにより、文章生の試験を行う主体が大学寮から式部省へと変更になり、文章生の地位が向上している。